# System Reference Manual
Die System Reference Manual Firmware (auch SRM Konsole genannt) ist die Boot-Firmware für Computersysteme, die auf Alpha-AXP-Prozessoren basieren.
Die System Reference Manual Konsole wurde von DEC entwickelt, um  OSF/1 (später Digital UNIX und schließlich Tru64 UNIX genannt) und Open-VMS-Betriebssysteme zu booten. Später wurden auch andere Betriebssysteme wie Linux, NetBSD, OpenBSD und FreeBSD so eingerichtet, dass sie mit SRM booten können.